# Râul Suhurlui
Râul Suhurlui este un curs de apă, afluent al râului Gerului. Inițial râul se vărsa în râul Bârlădel, un braț al Siretului. În urma regularizării Siretului, fostul braț al Siretului a ajuns să se confunde cu cursul inferior al râului Gerului. Cursul superior al râului amonte de confluența cu râul Suhurluiul Sec este uneori numit și râul Suhurluiul cu Apă.  
Există în zonă două râuri cu nume similare: Râul Suhurlui sau Râul Suhului. În diferitele hărți și materiale documentare, cele două denumiri sunt adesea utilizate interșanjabil. In prezentarea râurilor din România s-a adoptat varianta în care râul Suhurlui este cursul principal iar râul Suhurluiul Sec (sau râul Suhului) este râul afluent. In prezentarea râurilor din România s-a adoptat varianta în care râul Suhurlui este cursul principal. (vezi harta din  Arhivat în 9 iunie 2007, la Wayback Machine.. Este de asemenea de menționat că Suhurlui nu este un genitiv, ci urmează hidronimia din zonă, unde râurile au nume cum sunt: Covurlui, Gerului, Suhului, Suhurlui (cu accentul pe ultima silabă).

## Etimologie
Din cumanul soɣulu > „care seacă”, din  soɣu-„a seca”. Un afluent se numește, de altfel, 
Suhurluiul sec. Forma Suhului e veche, Suhurlui are un -r- epentetic. 